# Sean Giambrone

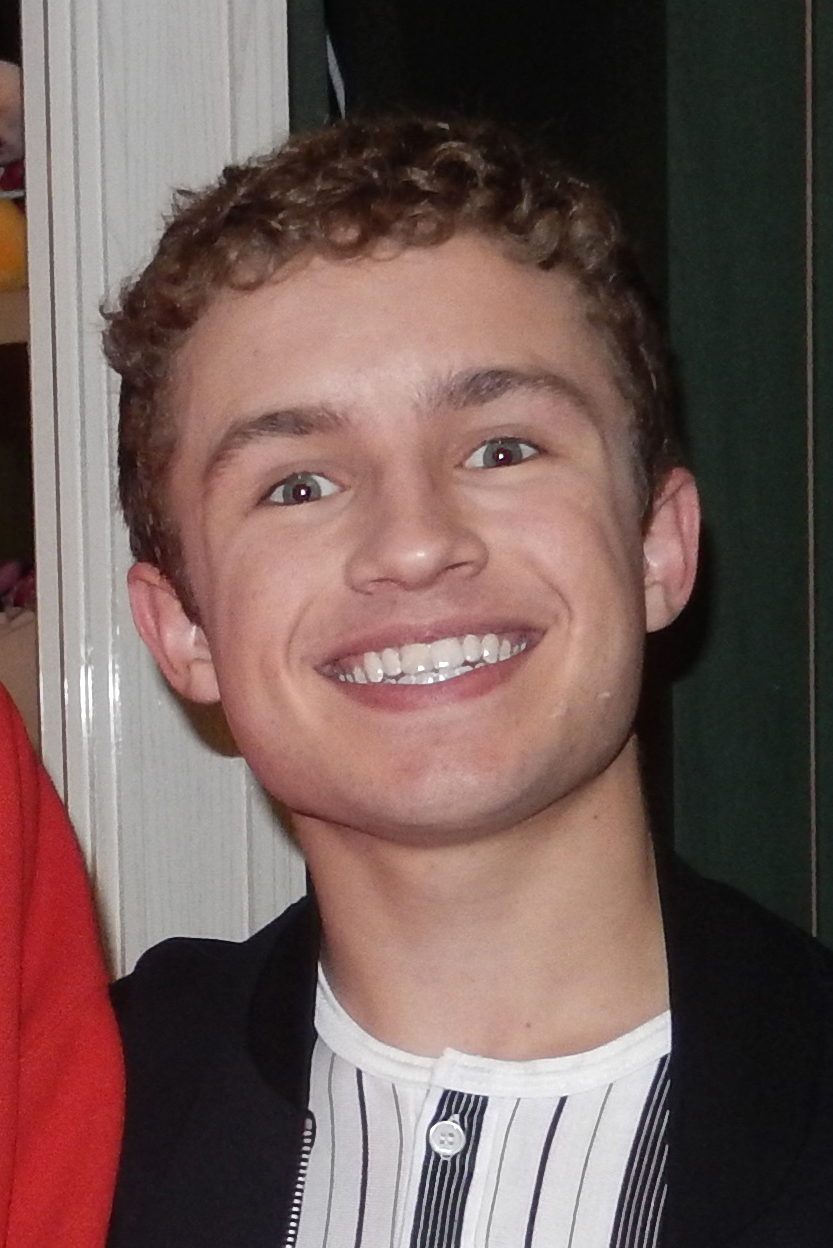
Sean Giambrone (2019)

Sean Giambrone (* 30. Mai 1999 in St. Joseph, Michigan) ist ein US-amerikanischer Schauspieler und Synchronsprecher. Seit 2013 ist er einem breiten Publikum in der Rolle des Adam Goldberg in der Fernsehserie Die Goldbergs bekannt.

## Leben
Giambrone wurde im US-Bundesstaat Michigan geboren, wuchs mit einem älteren Bruder allerdings in Park Ridge, Illinois auf. Dort besuchte er die Lincoln Middle School und die Maine South High School. Er ist italienisch-deutscher Abstammung.
2012 hatte er im Film I Heart Shakey seine erste Besetzung. Seit 2013 gehört er zu den Hauptdarstellern der Fernsehserie Die Goldbergs, wo er den jungen Adam Goldberg mimt. 2019 verkörperte er im Film Kim Possible die Rolle des Ron Stoppable. Gemeinsam mit dem ebenfalls zum Cast gehörenden Issac Ryan Brown wurde zum Film das Lied Naked Mole Rap Remix veröffentlicht.
Seit 2013 arbeitet Giambrone als Synchronsprecher. So sprach er den Jeff Randall in der Zeichentrickserie Clarence und deren Kurzfilm-Ablegern. Auch hatte er eine Sprecherrolle in Pets 2.

## Filmografie (Auswahl)

### Schauspiel
- 2012: I Heart Shakey
- 2013–2023: Die Goldbergs (The Goldbergs, Fernsehserie, 229 Episoden)
- 2014: R. L. Stine’s The Haunting Hour (Fernsehserie, Episode 4x01)
- 2015: Mark & Russell’s Wild Ride (Fernsehfilm)
- 2019: Kim Possible

### Synchronsprecher
- 2013–2018: Clarence (Zeichentrickserie, 88 Episoden)
- 2015: Russell Wahnsinn (Russell Madness)
- 2015: Clarence Shorts: Beauford T. Pusser (Kurzfilm)
- 2015: Clarence Shorts: Big Boy (Kurzfilm)
- 2016: Clarence Shorts: Beach Blast (Kurzfilm)
- 2017: Emoji – Der Film (The Emoji Movie)
- 2018: Adventure Time – Abenteuerzeit mit Finn und Jake (Adventure Time with Finn & Jake, Zeichentrickserie, Episode 10x13)
- 2018: Miraculous – Geschichten von Ladybug und Cat Noir (Miraculous, les aventures de Ladybug et Chat Noir, Zeichentrickserie, Episode 2x19)
- 2018: Chaos im Netz (Ralph Breaks the Internet)
- 2018–2020: Baymax – Robowabohu in Serie (Big Hero 6: The Series, Zeichentrickserie, 12 Episoden)
- 2019: Pets 2 (The Secret Life of Pets 2)
- 2019: Rapunzel – Die Serie (Tangled: The Series, Zeichentrickserie, Episode 3x05)
- seit 2019: Willkommen bei den Louds (The Loud House, Zeichentrickserie)
- 2019–2020: Harley Quinn (Zeichentrickserie, 3 Episoden)
- 2020: Russell Maniac (Animationsserie, Episode 1x01)
- seit 2020: Solar Opposites (Fernsehserie)
- 2020–2022: Jurassic World: Neue Abenteuer (Jurassic World: Camp Cretaceous, Animationsserie, 46 Episoden)
- 2021: Küken im Einsatz (The Chicken Squad, Animationsserie, 11 Episoden)
- 2021: Wild Help (Animationskurzfilm)
- 2022: Der Geist und Molly McGee (Zeichentrickserie, Stimme, 1 Episode)
- seit 2022: Spidey und seine Super-Freunde (Spidey and His Amazing Friends, Animationsserie, 3 Episoden)
- seit 2024: Jurassic World: Die Chaostheorie (Animationsserie)